# William Le Roy Emmet

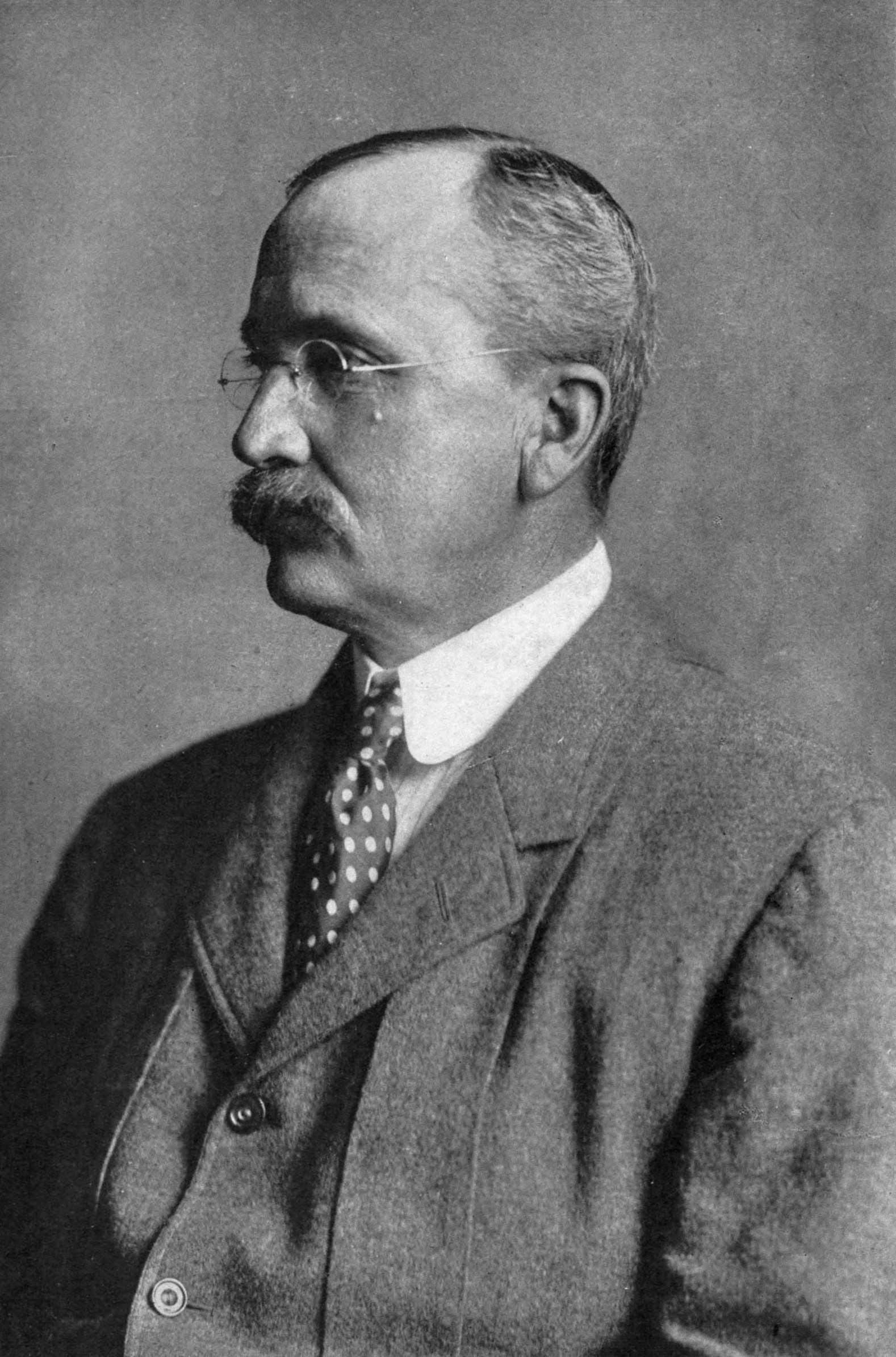
William Le Roy Emmet

William Le Roy Emmet (New Rochelle (New York), 10 juli 1859 – Erie (Pennsylvania), 26 september 1941) was een Amerikaans elektrotechnicus. Hij leverde belangrijke bijdragen aan wisselstroomsystemen waaronder het ontwikkelen van roterende omzetters. Ook ontwierp hij turbo-elektrische aandrijfsystemen voor oorlogsschepen.

## Biografie
Emmet werd geboren op Travers Island nabij New Rochelle als zoon van de zakenman William Jenkins Emmet en Julia Colt Piersen. Hoewel hij over een scherp inzicht bezat waren zijn schoolprestaties ondermaats. Op zijn veertiende werd hij samen met een jonger broertje naar een internaat in Lennoxville, Quebec, gestuurd.
In juni 1875 deed hij toelatingsexamen voor de U.S. Marine Academie maar zakte hopeloos. Een jaar later werd hij wel toegelaten nadat hij ditmaal het examen net wel had gehaald. Hij studeerde af in 1881 waarna hij dienstdeed op de USS Essex totdat hij in 1883 eervol bij de marine werd ontslagen.

### Carrière
Na diverse baantjes vond Emmet werk bij de United States Illuminating Company in New York waar hij zijn eerste ervaringen met de elektrotechniek opdeed. Een jaar later, in 1888, stapte hij over naar het bedrijf Sprague Electric Railway & Motor Company van Frank Julian Sprague, pionier op het gebied van de elektrisch railvervoer. Bij Spraque werkte hij aan de aanleg en installatie van tramlijnen in verscheidene Amerikaanse steden en voerde vele verbeteringen door in elektrische apparatuur die in de trams gebruikt werden.
Eind 1890 verliet hij bedrijf van Spraque. Hij werkte kortstondig voor Westinghouse Electric & Manufacturing Company en begin 1891 voor de Buffelo Railway Company. Later dat jaar ging Emmet werken voor Samuel Insull als technicus op het Chicago districtskantoor van de Edison General Electric Company. In deze positie was hij verantwoordelijk voor alle elektrotechnische werkzaamheden in de gehele regio Midwest.
Nadat Edison bedrijf was gefuseerd met de Thomson-Houston Company tot de General Electric Company (GE) in april 1892 werd Emmet overgeplaatst naar het kantoor in New York waar hij assistent technicus werd op de verlichtingafdeling. In januari 1894 verhuisde hij naar de nieuwe fabriek van GE in Schenectady, waar hij betrokken raakt bij de ontwikkeling van wisselstroomsystemen. Zijn onderzoek resulteerde in het boek: "Alternating Current Wiring and Distribution".
Rond dezelfde tijd (1894) raakte hij betrokken bij het Niagara Falls project. Hoewel General Electric het contract misliep van de bouw van de waterkrachtcentrales (dat was naar Westinghouse gegaan) kreeg GE wel de opdracht voor de aanleg van het distributienetwerk van de centrale naar de verderop gelegen stad Buffalo. De Niagara Centrale was de eerste energiecentrale die op grote schaal wisselstroom gebruikte voor elektriciteitsdistributie.
Tien jaar lang was Emmet veranderlijk voor al het GE-werk van dit netwerk, inclusief de bouw van de benodigde transformatorstations. Daarnaast ontwikkelde hij speciale (roterende) wisselstroom naar gelijkstroomomzetters voor klanten als een aluminiumsmelterij (Hall's Pittsburgh Company), een carborundumfabriek (Acheson) en de plaatselijke trammaatschappij (Buffalo Street Railway Company).

### Latere jaren
Hij onderbrak tijdelijk zijn carrière bij General Electric tijdens de Spaans-Amerikaanse Oorlog (1898) toen hij dienstdeed als navigatieofficier op het marineschip Justin. Na zijn terugkeer bij GE kreeg hij de taak toegewezen om leiding te geven aan de ontwikkeling van stoomturbines voor de opwekking van elektriciteit begin twintigste eeuw. In 1903 leidde hij de constructie en installatie van een 5000 kW turbogenerator in de Fisk Street energiecentrale van de Chicago Edison Company.
Rond 1909 begon Emmet een campagne om schepen elektrisch aan te drijven. Zijn eerste installatie, op het 20.000 ton marineschip Jupiter, werkte veel efficiënter dan traditionele zuigermotoren met stoomcilinders. Het schip was gedurende de Eerste Wereldoorlog zeer succesvol en werd later omgebouwd tot het vliegdekschip Langley. Later verkreeg GE diverse contacten om marineschepen uit te rusten met deze nieuwe vorm van aandrijving. Aan het eind van de Eerste Wereldoorlog waren ten minste 300 schepen uitgerust met turbo-elektrische systemen.
Emmet besteedde een groot deel van tijd en energie in de ontwikkeling en promotie van kwikdampturbines, "als een veel efficiënter energieopwekkingsysteem dan stoomturbines". Door zijn inspanning werden er een aantal van deze kwikturbines geïnstalleerd, maar door de problemen en gevaren van deze nieuwe technologie zorgde ervoor dat na zijn pensionering de ontwikkeling ervan werd beëindigd.
Emmet bleef gedurende zijn gehele leven vrijgezel. In zijn latere jaren woonde hij samen met zijn neef, Herman Le Roy Emmet, in Erie (Pennsylannia) waar hij op 82-jarige leeftijd overleed. Hij werd begraven op de Arlington National Cemetery.

## Erkenning
Emmet werd in 1919 onderscheiden met de prestigieuze IEEE Edison Medal: "Voor uitvindingen en ontwikkelingen van elektrische apparatuur en primaire aandrijfsystemen". Tevens ontving hij in 1920 de Elliott Cresson Medal van het Franklin Institute en werd gekozen tot lid van de Nationale Academie van Wetenschap.